# Orden del Templo de la Rosa Cruz
La Orden del Templo de la Rosacruz fue una organización de esoterismo tradicional de Occidente fundada en el seno de la Sociedad Teosófica en 1912, aunque debido a la Primera Guerra Mundial la actividad debió ser suspendida en 1918.
Sus principales líderes fueron Annie Besant, Marie Russak y James Wedgwood.
Según "The Vahan" (abril 1912), la O.T.R.C. estaba dedicada "al estudio de los Misterios, Rosacrucismo, Cábala, Astrología, Masonería, Simbolismo, Ceremonial Cristiano, Tradiciones Místicas y Ocultas del Occidente". Y agregaba que: "Confíase en que tal obra sirva de preliminar para la restauración de los Misterios desaparecidos de Europa con la decadencia de Roma".
En "Sophia" (junio 1912) se informa que: "El Consejo de la Orden se halla compuesto por 12 Hermanos profundamente interesados en todo lo que se refiere al Ocultismo Ceremonial y Misterios Arcaicos, y que esperan formar un instrumento útil, bajo la inspiración del Maestro Rakoczi, para resucitar los Antiguos Misterios y preparar la llegada del Maestro del Mundo".
Al parecer, los miembros de la O.T.R.C. utilizaban túnicas blancas y siguiendo el lema “Ora et Labora” se reunían dos veces por semana en los llamados “Oratorio” y “Laboratorio”.
En el oratorio se disertaba y discutía sobre textos, filosofía y demás. En el laboratorio sólo se realizaban trabajos introspectivos. 
Tras la disolución, Marie Russak ingresó a AMORC y colaboró activamente con Harvey Spencer Lewis en la creación de rituales para esta Orden en California, a mediados de los años 10.

## Restauración
En algunos círculos de la Rosacruz, en especial los relacionados con la Teosofía se intentó restaurar la Orden del Templo de la Rosacruz en el año 2012, cuando se cumplía un siglo de la fundación de dicha escuela esotérica. Aunque estos intentos no llegaron a fructificar, ese mismo año se establecieron las bases de la Orden Rosacruz Iniciática en la ciudad de Lima (Perú), tomando como modelo a la OTRC.

## Enlaces
- Orden Mística del Templo de la Rosacruz
- http://rosacroceitalia.org/ordre_du_temple_de_la_rose_croix.html Archivado el 24 de junio de 2019 en Wayback Machine.

- Datos: Q16614015